# پایکوسه
پایکوسه (به لاتین: Paikuse) یک شهرک در استونی است که در شهرستان پارنو واقع شده‌است. پایکوسه ۲٬۳۷۵ نفر جمعیت دارد.